# Wybory parlamentarne na Łotwie w 2010 roku
Wybory parlamentarne na Łotwie w 2010 roku (łot. 10.Saeimas vēlēšanas) – wybory zorganizowane zostały 2 października 2010, w ich wyniku został wyłoniony Sejmu Republiki Łotewskiej X kadencji. 

## Historia
Zgodnie z konstytucją, wybory do jednoizbowego Sejmu odbywają się co cztery lata. Głosowanie, w wyniku którego wyłoniony został parlament X kadencji, odbyło się w sobotę 2 października 2010. Uprawnieni do udziału w głosowaniu byli obywatele Łotwy, którzy uzyskali prawa wyborcze. O mandat w parlamencie ubiegały się osoby posiadające obywatelstwo Łotwy oraz spełniające wymagania wiekowe, z wyjątkiem następujących grup:
- pracowników organów bezpieczeństwa lub służb specjalnych Łotewskiej SRR, ZSRR i innych państw.
- członków Komunistycznej Partii Łotwy – Komunistycznej Partii Związku Radzieckiego, Międzynarodowego Frontu Ludzi Pracy Łotewskiej SRR (tzw. Interfront), Zjednoczonej Rady Kolektywu Pracy, Organizacji Weteranów Wojny i Pracy, Wszechłotewskiego Komitetu Ocalenia Społecznego i jego regionalnych komitetów, którzy działali w ww. organizacjach po 13 stycznia 1991.

W wyborach wystartowało 13 ugrupowań. 
- 1. O Prawa Człowieka w Zjednoczonej Łotwie
- 2. Jedność
- 3. Wyprodukowano na Łotwie
- 4. Centrum Zgody
- 5. Kontrola Ludowa (Tautas kontrole)
- 6. Związek Zielonych i Rolników (ZZS)
- 7. O Republikę Prezydencką
- 8. O lepszą Łotwę
- 9. Odpowiedzialność – związek socjaldemokratycznych partii politycznych
- 10. Partia "Dźwina – Łotwie" (Partija "Daugava – Latvijai")
- 11. Ostatnia Partia
- 12. Związek Narodowy "Wszystko dla Łotwy! – Dla Ojczyzny i Wolności/Łotewski Narodowy Ruch Niepodległości"
- 13. Związek Chrześcijańsko-Demokratyczny

## Głosowanie i wyniki wyborów
Wybory parlamentarne do Sejmu Republiki Łotewskiej, z wynikiem 31,22% głosów poparcia i 33 zdobytymi mandatami, wygrała rządząca od 2009 krajem centroprawicowa koalicja Jedność. Główna opozycyjna siła polityczna koalicja Centrum Zgody zdobyła 26,04% głosów i 29 mandatów. Frekwencja wyborcza wyniosła 62,63%, najwyższa była w Rydze, najniższa w Łatgalii. 
- Szczegółowe wyniki wyborów:

| Partia polityczna | Partia polityczna                                                                                      | Liczba głosów | %     | +/–    | Liczba mandatów | +/– |
| ----------------- | --- | ------------- | ----- | ------ | --------------- | --- |
|                   | Jedność                                                                                                | 301 424       | 31,22 | +14,84 | 33              | +15 |
|                   | Centrum Zgody                                                                                          | 251 397       | 26,04 | +11,62 | 29              | +12 |
|                   | Związek Zielonych i Rolników                                                                           | 190 025       | 19,68 | +2,97  | 22              | +4  |
|                   | Związek Narodowy "Wszystko dla Łotwy! – Dla Ojczyzny i Wolności/Łotewski Narodowy Ruch Niepodległości" | 74 028        | 7,67  | +0,73  | 8               | ±0  |
|                   | O lepszą Łotwę                                                                                         | 73 877        | 7,65  | -11,91 | 8               | -25 |
|                   | O Prawa Człowieka w Zjednoczonej Łotwie                                                                | 13 845        | 1,43  | -4,60  | -6              | 0   |
|                   | Wyprodukowano na Łotwie                                                                                | 9381          | 0,97  | -      | ±0              | 0   |
|                   | Ostatnia Partia                                                                                        | 8458          | 0,88  | -      | ±0              | 0   |
|                   | O Republikę Prezydencką                                                                                | 7101          | 0,74  | -      | ±0              | 0   |
|                   | Odpowiedzialność – związek socjaldemokratycznych partii politycznych                                   | 6139          | 0,64  | -2,41  | ±0              | 0   |
|                   | Kontrola Ludowa                                                                                        | 4002          | 0,41  | -      | ±0              | 0   |
|                   | Związek Chrześcijańsko-Demokratyczny                                                                   | 3487          | 0,36  | -      | ±0              | 0   |
|                   | Partia "Dźwina – Łotwie"                                                                               | 1661          | 0,17  | -      | ±0              | 0   |
|                   | Głosy nieważne i puste                                                                                 | 20 684        | 2,14  | -      | -               | -   |
|                   | Razem                                                                                                  | 965 509       | 100%  | -      | 100             | -   |
| Źródło:           | |               |       |        |                 |     |